# Angriff der Computer-Viren
Die drei ??? - Angriff der Computer-Viren (Originaltitel The Three Investigators - Crimebusters: Fatal Error) ist ein US-amerikanischer Jugendkriminalroman von G. H. Stone aus dem Jahr 1990 und der 11. Band der in Vereinigten Staaten neu geschaffenen The Three Investigators - Crimebusters-Jugendkrimireihe, basierend auf der Originalserie Die drei ???. In Deutschland erschien Angriff der Computer-Viren 1992 als Buch Nummer 56 der fortlaufenden Die drei ???-Reihe. Die Hörspielfassung erschien am 14. September 1992 als Folge 56 beim deutschen Hörspiel-Label Europa.
Es handelte sich, bis zum Erscheinen von High Strung - Unter Hochspannung und Brainwash - Gefangene Gedanken 2011, um das letzte Buch eines Autors der US-amerikanischen Buchserie, das in Deutschland erschien. 1994 erschien mit Tatort Zirkus von Brigitte Johanna Henkel-Waidhofer das erste Buch der deutschsprachigen Die drei ???-Serie.

## Inhalt
Justus hat schlechte Nachrichten, als er aufgeregt die Zentrale betritt. Er überprüft den Computer und die Disketten des Detektivbüros und stellt entsetzt fest, dass sowohl der Computer als auch alle Disketten von einem Computer-Virus befallen sind. Schließlich erscheint auf dem Monitor eine Nachricht: „Das Chaos lässt grüßen – 5 Millionen Dollar, oder Sie werden mitsamt Ihrer Daten gelöscht.“ Justus, der bereits aus seinem Computerclub von einem weiteren Viren-Angriff und von der möglichen Brisanz solcher potentieller Angriffe auf öffentliche Einrichtungen weiß, möchte sich sowohl um die Aufarbeitung der verlorenen Daten ihrer digitalen Fallakten als auch um Kontaktaufnahme zum Programmierer Norton Rome bemühen. Dieser war zuvor Gast im Computerclub und hatte eine Diskette mit einem Computerspiel mitgebracht. Peter und Bob sind zunächst wenig begeistert, da Ferien sind. Ebenso ergeht es Peters Freundin Kelly und Bobs Freundin Elizabeth, die kurze Zeit später eintreffen, um die Jungs zum Tennisspielen abzuholen. Justus kann seine Kollegen schließlich doch überzeugen, der Sache nachzugehen.
Vor Romes Wohnung in Rocky Beach stapeln sich die Zeitungen und in der Wohnung herrscht Chaos, wie die drei Fragezeichen nach einem Blick durch ein Fenster feststellen können. Auf einmal springt ein Mann mit auffälligem roten Parka aus einem der Fenster und entkommt. Justus erinnert sich, dass Norton Rome bei der Firma Oracle arbeitet, einer Film- und Werbefirma, die unter anderem mit der Werbefigur des Grünen Mahners (für Fleckenentferner) und mit der Produktion der Cosmic Trek-Filme bekannt wurde. Die Firma hat ihren Sitz neuerdings, unter dem Tarnnamen Reasoner Corporation, in Rocky Beach. In der Hoffnung, den Programmierer an seinem Arbeitsplatz anzutreffen oder Hinweise auf seinen Aufenthalt zu erhalten, fahren die drei Fragezeichen zum Firmengelände, wo sie, nach einem vermeintlichen Hilferuf, über eine Mauer steigen und Mitten in einen Werbedreh platzen. Es gelingt ihnen, sich mit Silas Ek, dem Firmenchef, zu unterhalten. Dieser antwortet nur ausweichend und behauptet, Norton Rome sei in Urlaub. Justus stellt jedoch bereits beim Gang durch die Firma fest, dass die Computer der Abteilung „Computergrafik“ ebenfalls alle von dem Virus befallen sind. Plötzlich implodieren die Computermonitore der Abteilung und dennoch weigert sich Mr. Ek weiterhin zu erläutern, was bei Oracle vorgeht.
Mr. Ek führt die drei Fragezeichen herum und zeigt ihnen Requisiten. Neugierig betreten die drei Fragezeichen ein Raumschiff, das von außen beeindruckender aussieht als es tatsächlich von innen konstruiert wurde. Wenige Sekunden später stürzt die Sperrholzrequisite ein und die drei Detektive können gerade noch aus ihr entkommen. Erneut ist der Mann im roten Parka Vorort und entkommt Justus knapp.
Mr. Ek berichtet nach diesem Vorfall schließlich, dass er auch die Erpressernachricht erhalten habe und dass Rome ihm angeboten habe, ihm nach der Zahlung der fünf Millionen Dollar, seinen Virus-Killer zu überlassen, um die Computer des Unternehmens zu retten. Er möchte nicht, dass die drei Fragezeichen in diesem Fall tätig werden, um das Image der Firma nicht zu gefährden. Mr. Ek stellt den drei Detektiven Yan und Lys de Kerk, die Stars der Cosmic Trek-Filme vor. Besonders Justus ist von der schönen und intelligenten Lys angetan und tauscht mit ihr wissenschaftliche Fakten aus. Die Geschwister zeigen den drei Detektiven auch den Club Dead, mit verschiedenen animatronischen Puppen.
In der Zentrale beschließen die drei Fragezeichen, trotz Mr. Eks Einwänden, weiter zu ermitteln. Über ihre Überwachungskamera sehen sie schließlich den Mann im roten Parka, den sie überrumpeln können. Er offenbart sich ihnen als Branson Barr, ein früherer Arbeitskollege von Norton Rome, der seine Spur aufgenommen hatte und versuchte, seinen Virus-Killer an sich zu bringen und so Romes verursachten Schaden wieder gut zu machen. Barr berichtet, Norton Rome auf dem Gelände von Oracle gesehen zu haben. Daraufhin planen die vier, zum Zeitpunkt der geplanten Geldübergabe, sowohl Silas Ek als auch das Gelände von Oracle zu überwachen. Während Bob und Peter Silas Ek überwachen, verstecken sich Branson Barr und Justus auf dem Gelände der Film- und Werbefirma. Rome fährt schließlich über einen geheimen Zugang auf das Gelände und deckt seinen Wagen mit einer Plane ab. Nachdem Justus Peter und Bob benachrichtigt hat, stürzt er lautstark. Rome stellt Barr und Justus mit einer Waffe und fesselt sie.

### Die Auflösung
In seinem Versteck unter dem Club Dead zählt Rome begeistert sein erpresstes Geld. Er berichtet, dass er Mr. Ek seinen Virus-Killer geben würde und im Nachgang so lange in seinem Versteck bleiben werde, bis man ihn nicht mehr suchen würde, um dann mit den fünf Millionen Dollar zu verschwinden. Justus und Branson Barr würde er einfach im Keller ihrem Schicksal überlassen.
Da Justus eine Spur zum geheimen Zugang legen konnte, finden Peter und Bob ihn und können Norton Rome überwältigen.
Rome hatte sich seinen eigenen Zugang zum Gelände geschaffen und den Zugang zum Keller unter dem Club Dead mit einem Bewegungssensor ausgestattet, sodass eine rote Lampe immer dann aufleuchtete, wenn sich jemand dem Versteck näherte. Ernährt hatte sich Rome während seines Aufenthaltes von gestohlenen Imbissen aus den Schließfächern der Mitarbeiter.
Beweggründe für sein Handeln waren Geltungsbedürfnis, da Mr. Ek ihm nie die Anerkennung gab, die er sich erhoffte, sowie reine Geldgier.
Peter und Bob können Kelly und Elizabeth beschwichtigen, nachdem diese sehen, dass beide Yan und Lys de Kerk kennen und sie ihnen vorgestellt werden.

## Kritiken
Unter Fans erhielt der Fall mittelmäßige Kritiken, vor allem aufgrund der Thematik und der vorhersehbaren Handlung.
Auf Kassettenbox - Das Hörspielblog urteilt Dominique Schreck:
„Angriff der Computer-Viren“ hätte ein spannender Fall werden können. Angefangen hat er zumindest gut. Leider konnte das Interesse – von Spannung kann leider gar nicht die Rede sein – nicht aufrecht erhalten werden. Es gab keinerlei Detektivarbeit – der Täter war schon viel zu früh bekannt – von daher tröpfelte das Geschehen nur vor sich hin. In der 56. Folge lernt man die zwei Freundinnen von Peter und Bob kennen: Kelly und Liz. (...) Leider haben diese aber überhaupt nichts mit dem Fall zu tun und hätten daher auch weggelassen werden können. Wieso wurden sie nicht in den Fall integriert? Einzig allein die kleinen Seitenhiebe auf Justus neue Diät (Banane mit Erdnussbutter) lässt den Hörspielhörer ein wenig schmunzeln.
Auf 3Fragezeichen.de wird das nachfolgende Fazit gezogen:
Computer-Erpressung gepaart mit der Werbe-Industrie, alles in allem eine ganz nette Folge um den Kult-Virus „Fatal Disk Error“...
Das Buch befindet sich bei der Fanbewertung auf rocky-beach.com mit Platz 214 im unteren Drittel aller bisherigen Buchveröffentlichungen, während das Hörspiel mit Platz 193 etwas besser abschneidet (Stand: 2025).

## Trivia
- Das Cover von Aiga Rasch zeigt eine blaue brennende Diskette mit einem Totenkopfaufkleber darauf. Auf der Diskette ist die Abkürzung „92 AR 4U“ zu lesen. Wahrscheinlich steht die Abkürzung für das Erscheinungsjahr in der Bundesrepublik sowie die Künstlerin: „1992 Aiga Rasch for you/für dich [d. h. die Leser]“. Laut Ausstellungskatalog ist dies G. H. Stones Lieblingscover der auf Deutsch übersetzten Geschichten.[6]
- Im Hörspiel gibt es einen Kontinuitätsfehler. Während Justus nämlich im vorliegenden Fall eine Bananen-Erdnussbutter-Diät macht, ermahnt Elizabeth in der Zentrale Bob, er möge mit dem Erdnussbutteressen aufhören, da er doch abnehmen wolle.
- Angriff der Computer-Viren ist einer von nur zwei kanonischen Hörspielauftritten von Bobs Freundin Elizabeth Zapata.
- Bezugnehmend auf die Filmproduktion erwähnt Silas Ek Krieg der Sterne von George Lucas.
- Im Buch heißt die Film- und Werbefirma vollständig Oracle Light and Magic, eine Anspielung auf Industrial Light & Magic.
- Cosmic Trek ist eine Anspielung auf ähnliche Science-fiction-Produktionen der 70er und 80er Jahre, wie Star Wars und Star Trek.
- Der Name Norton Rome spielt vermutlich augenzwinkernd auf die US-amerikanische Firma Peter Norton Computing an, die seit den 80er Jahren Antivirenprogramme veröffentlichte.
- Die Namen der Jungschauspieler Yan und Lys de Kerk lauten im Original Hack und Qute den Zorn. Der Name Qute könnte als Anspielung auf das englische Adjektiv cute („niedlich“) verstanden werden. Womit der Name Lys' äußere Erscheinung beschreiben würde.
- Lys de Kerk wird, nach Angriff der Computer-Viren, im deutschen Serienkosmos kurzzeitig Justus’ feste Freundin.